# Auguste Lefèvre
Pour les articles homonymes, voir Lefèvre.
Auguste Lefèvre, né à Brest le 20 décembre 1828 et mort à Paris le 6 janvier 1907, est un vice-amiral et homme politique français.
Il fut ministre de la Marine du 3 décembre 1893 au 29 mai 1894 dans les gouvernements de  Jean Casimir-Perier et de Charles Dupuy.

## Biographie
Il entre à l'École navale en octobre 1845 et en sort second. Aspirant de 2e classe (août 1847), il sert sur la Reine-Blanche puis sur l' Artémise dans l'océan Indien. 
Aspirant de 1re classe (septembre 1849), il passe en escadre dur le Caffarelli puis sur l' Iéna et est nommé enseigne en septembre 1851. 
En juillet 1852, il embarque sur l' Uranie puis en 1853 sur le Véloce à la station de Terre-Neuve avant de servir lors d'une longue campagne (1854-1857) en Extrême-Orient sur la frégate Virginie. Il s'y fait remarquer durant un incendie qui ravageait Macao le 4 janvier 1856. Il effectue aussi des levés hydrographiques précis des côtes de Corée. 
Il passe en mai 1858 sur le Breslaw en escadre et est nommé second du Souffleur à Brest en septembre 1858. Lieutenant de vaisseau (novembre 1859), il sert comme officier d'ordonnance de l'amiral commandant la division des côtes occidentales d'Amérique sur le Duguay-Trouin et prend part jusqu'au début de 1863 à une campagne dans le Pacifique. 
Commandant de l’École de pilotage sur l' Argus sur les côtes ouest de France (décembre 1863), il sert en septembre 1866 sur le vaisseau-école d'application Jean-Bart et croise dans l'Atlantique jusqu'à Terre-Neuve. 
Second de l' Abeille à Rochefort (janvier 1869), il participe à la fondation et à la mise en route de l’École des torpilles de Boyardville. 
Capitaine de frégate (mars 1870), il sert en mai comme premier aide de camp de l'amiral Fourichon sur le Magnanime en escadre du Nord et le suit à Paris quand celui-ci devient ministre de la Marine. 
En mars 1871, il est nommé commandant de l'aviso Vaudreuil à la division navale du Pacifique où il travaille à l'hydrographie de l'Amérique centrale, explore de nombreux archipels et obtient ainsi deux témoignages officiels de satisfaction. 
Premier aide de camp du préfet maritime de Brest (1874) puis du ministre de la Marine (mars 1876), il est nommé capitaine de vaisseau en avril 1876. Commandant du croiseur Dupetit-Thouars (janvier 1877) à la division des Antilles et d'Amérique du Nord, il reçoit les remerciements du gouvernement danois pour les secours apportés lors d'incidents à l'île de Sainte-Croix (mai 1879). 
En mars 1881, il commande la Revanche en escadre d'évolutions puis le Friedland (février 1882) et entre au Conseil des travaux en novembre 1882. Promu contre-amiral et major général à Brest (février 1885), il commande la division navale du Pacifique avec pavillon sur le Duquesne (février 1888) et est nommé vice-amiral et directeur du Service hydrographique en novembre 1890. 
D'avril 1890 à octobre 1893, il commande l'escadre du Nord avec pavillon sur le Suffren et prend sa retraite active en décembre 1893. 
Ministre de la Marine de décembre 1893 à mai 1894, il meurt à Paris le 7 janvier 1907.